# Семен Немирич
Семен Немирич (д/н — 1605) — державний діяч, урядник Речі Посполитої.

## Життєпис
Походив з заможного шляхетського роду Немиричів гербу Клямри. Старший син Йосипа Немирича, київського земського судді, та його першої дружини Богдани Бабинської. З дитинства мав слабке здоров'я. Втім завдяки впливу батька 21 січня 1580 року отримав уряд київського стольника.
У 1598 році за заповітом Йосипа Немирича отримав невеличку частку родинного майна. Того ж року Семен Немирич опротестував цей заповіт, претендуючи на Черняхівську волость. За ухвалою Коронного Трибуналу в Любліні із заповіту належало вилучити пункт про передачу Черняхова неповнолітньому Стефану, небожу Семена Немирича.
Під час Михайлівських років 1600 року, що відбувалися в Овручі, позивав свого брата Матвія про рівний поділ батькових маєтків. У січні 1602 року Семен подав нову скаргу щодо поділу родинного майна. 8 лютого 1602 року намагався отримати від київських земських урядників випис про маєтки, які він мав успадкувати, проте марно. Зафіксовано, що влітку цього ж року спільно з братом Іваном володів Черняховом. Помер у 1605 році.